# Rubin Goldmark
Pour les articles homonymes, voir Goldmark (homonymie).
Rubin Goldmark (né le 15 août 1872 à New York, décédé dans cette ville le 6 mars 1936) est un compositeur, pianiste et pédagogue américain. Bien que de son temps, il était un compositeur américain souvent joué, ses œuvres sont rarement interprétées aujourd'hui. Aujourd'hui, il est surtout connu comme le professeur d'autres compositeurs, dont Aaron Copland et George Gershwin.

## Formation
Rubin Goldmark était le fils de l'avocat et chantre (Hazzan) Leo Goldmark, émigré à New York et le neveu du compositeur viennois Karl Goldmark. Son père Léo était parmi les fondateurs du New York Symphony Orchestra. Sa maison était un point de réunion musicale pour la ville, ce qui a permis au jeune Rubin de s'initier très tôt à la musique. Après avoir pris des leçons de piano avec Alfred von Livonius, Goldmark a complété ses études de premier cycle au City College de New York. En 1889, Goldmark s'est rendu en Autriche, où il est entré au Conservatoire de Vienne jusqu'en 1891. Là, il a étudié le piano avec Anton Door ainsi que la composition avec Johann Nepomuk Fuchs.

## Retour aux États-Unis
Après la conclusion de ses études à Vienne, Goldmark est retourné aux États-Unis. De 1891 à 1893, il a enseigné le piano et la théorie musicale au Conservatoire National à New York. Alors qu'il était à New York, Goldmark a continué à étudier la composition avec Antonín Dvořák et le piano avec Rafael Joseffy à qui il dédiera son quatuor avec piano op.12. Goldmark s'est installé à Colorado Springs, Colorado, dans l'espoir d'améliorer son état de santé, et a été le directeur du Conservatoire de musique du Colorado de 1895 à 1901.
De retour à New York en 1902, Goldmark a concentré une grande partie de son énergie à l'enseignement. Au cours de la période de 30 ans pendant laquelle Goldmark est resté à New York, il a donné plus de cinq cents conférences sur la musique, la théorie musicale et la composition. Cela ne veut pas du tout dire qu'il a cessé de composer. Bien que la musique de Goldmark se situe hors du répertoire standard du XXe siècle, il a été très apprécié par ses contemporains. Il a également été le fondateur et est intervenu fréquemment au The Bohemians, un club pour les musiciens de New York. Il a fait de nombreux voyages à travers le Canada et les États-Unis avec des conférences et des concerts.

## Carrière d'enseignant
Alors que Goldmark a commencé sa carrière en tant que compositeur et pianiste, il est surtout connu pour son travail d'enseignement. Lorsqu'il ne donnait pas des conférences, ou qu'il ne composait pas, Goldmark donnait des leçons en privé à plusieurs étudiants. Il est très connu que Goldmark a formé pendant quinze ans Aaron Copland et le jeune George Gershwin. Bien que Copland ait souvent critiqué Goldmark parce qu'il le trouvait « trop pédant et académique », Goldmark lui a cependant donné une base solide sur laquelle a pu être construite le reste de la carrière de Copland.
Le jeune George Gershwin s'est aussi tourné vers Goldmark pendant la composition de son concerto pour piano. Alors que sa Rhapsody in Blue a été orchestrée par Ferde Grofé, il voulait orchestrer par lui-même son concerto pour piano en fa, et il a demandé l'avis de Goldmark (Howard, 249). L'influence de Goldmark comme enseignant s'est prolongée au-delà de Gershwin et de Copland. En 1924, Goldmark est devenu le titulaire pour l'enseignement de la composition à la Juilliard School, ouverte récemment à New York.
Parmi les autres étudiants notables, on trouve la compositrice Fannie Charles Dillon, Frederick Jacobi.

## Les œuvres musicales
Bien que rarement exécutée aujourd'hui, la musique de Goldmark a été jouée régulièrement au cours de sa vie. En fait, sa Negro Rhapsody (créée le 18 janvier 1923 par l'Orchestre philharmonique de New York) a été parmi les pièces les plus jouées pendant les sept années qui ont suivi la Première Guerre mondiale. En 1910, il a également reçu le Prix Paderewski (en) 1909 de Musique de Chambre. Ses autres œuvres importantes comprennent Hiawatha (créé à Boston, le 13 janvier 1900), The Call of the Plains (1915), et son Requiem. Le nationalisme de Goldmark est clairement évident dans la plupart des titres de ses œuvres - même le titre ambigu Requiem (perf. 1919) a été inspiré par le Discours de Gettysburg d'Abraham Lincoln. Les autres compositions de Goldmark comprennent un quatuor à cordes, un trio pour piano (op.1), une sonate pour violon, une romance pour violoncelle et piano (op.3), plusieurs pièces pour orchestre, de la musique de piano et des mélodies.

## Sources de la traduction
- (en)/(de) Cet article est partiellement ou en totalité issu des articles intitulés en anglais « Rubin Goldmark » (voir la liste des auteurs) et en allemand « Rubin Goldmark » (voir la liste des auteurs).